# Marinhos (quilombo)
A comunidade quilombola de Marinhos localiza-se no distrito de São José do Paraopeba zona rural do município de Brumadinho, Minas Gerais.

## Comunidade
Marinhos foi inicialmente povoada por ex-escravos da fazenda Silva localizada a poucos quilômetros da comunidade. Junto com o povoado existem mais três comunidades próximas: Rodrigues, Sapé e Ribeirão. O líder de Marinhos é Cambão. Marinhos que em 2018 era habitado por 80 famílias, recebeu o reconhecimento oficial de comunidade quilombola em 2010, por meio de decreto publicado no Diário Oficial da União (DOU), em 4 de novembro.